# Morletova vlnka

Komplexní Morletova vlnka

Morletova vlnka je vlnka používaná pouze ke CWT. Jedná se o komplexní exponenciálu modulovanou Gaussovským oknem. Dobře detekuje oscilace, ale není vhodná pro detekci osamocených singularit. Je schopná současné detekce amplitudy a fáze.
Komplexní varianta je definována jako
{\displaystyle \psi _{\sigma }(t)=c_{\sigma }(e^{i\sigma t}-e^{-{\sigma ^{2}}/{2}})e^{-{t^{2}}/{2}}}.
Vlastnosti
- symetrická (modul, reálná část)
- nemá kompaktní nosič